# Зофіювка (Опольське воєводство)
Зофіювка (пол. Zofijówka, нім. Sophienthal) — село в Польщі, у гміні Домашовиці Намисловського повіту Опольського воєводства.
Населення — 65 осіб (2011).
У 1975-1998 роках село належало до Опольського воєводства.

## Демографія
Демографічна структура станом на 31 березня 2011 року:
|          | Загалом | Допрацездатний вік | Працездатний вік | Постпрацездатний вік |
| -------- | ------- | ------------------ | ---------------- | -------------------- |
| Чоловіки | 33      | 7                  | 23               | 3                    |
| Жінки    | 32      | 9                  | 18               | 5                    |
| Разом    | 65      | 16                 | 41               | 8                    |